# Álvaro Montoro
Álvaro Montoro (Concepción, Tucumán, 17 de abril de 2007) es un futbolista argentino. Juega de mediocampista ofensivo en Botafogo de Futebol e Regatas del Campeonato Brasileño de Serie A.

## Trayectoria
Comenzó a jugar al fútbol en Concepción Fútbol Club, institución de su ciudad natal, estuvo hasta los 8 años, recibió sondeos de clubes como Boca Juniors, River Plate y San Lorenzo.
En 2016 se incorporó al Club Atlético Vélez Sarsfield, equipo profesional de Buenos Aires, ya que fue la mejor propuesta que consideró su familia, allí culminó su formación infantil y comenzó las divisiones juveniles. En septiembre de 2023 trascendió la noticia del interés de su fichaje de equipos europeos como Barcelona, Sevilla y Roma, debido a que todavía no tenía contrato profesional firmado con el club argentino. No se concretaron las propuestas europeas y firmó contrato con Vélez hasta el 31 de diciembre de 2025.
Debutó como profesional el 18 de febrero de 2024, el entrenador Gustavo Quinteros lo hizo ingresar al minuto 88 para enfrentar a Huracán en el Estadio José Amalfitani, en la última jugada del partido Álvaro recibió el balón dentro del área rival tras un tiro libre, de inmediato colocó un centro cruzado y su compañero Emanuel Mammana selló el triunfo 1-0 con un cabezazo al minuto 93. Disputó su primer partido oficial con 16 años y 307 días, utilizó la camiseta número 36, por su asistencia fue nombrado el mejor jugador del partido.
En su primera temporada como profesional, disputó 18 partidos oficiales, Vélez se coronó campeón de la máxima categoría del fútbol argentino.
Para el 2025, le fue adjudicada la camiseta número 10 y tuvo más minutos desde el comienzo de la temporada. El 3 de abril debutó a nivel internacional de clubes, recibieron a Peñarol por Copa Libertadores, en los primeros minutos del segundo tiempo recibieron un gol de Leonardo Fernández, pero su compañero Maher Carrizo lo empató al minuto 78, ya en tiempo cumplido, quedó un tiro libre a favor de Vélez, el portero carbonero Martín Campaña dio rebote, fue Montoro quien se adelantó a toda la defensa y convirtió su primer gol oficial con un remate de zurda, que selló el triunfo 2-1. Se convirtió en el jugador más joven en convertir en Libertadores para su club, con 17 años, 11 meses y 16 días. Dejó Vélez con 37 partidos jugados, 3 goles y 2 asistencias.
El 3 de junio de 2025 fue presentado por Botafogo como nuevo refuerzo, firmó contrato con el club brasilero hasta finales de 2029, le fue asignada la camiseta número 8. El club pagó a "Fortín" 9 millones de dólares por registro.Montoro debutó en la histórica victoria del Botafogo por 1-0 sobre el PSG la noche del 19 de junio de 2025, en el Mundial de Clubes, en el estadio Rose Bowl de California. En el partido de ida, el 29 de julio de 2025, Montoro marcó su primer gol con la camiseta del Fogão, en la victoria por 2-0 ante el Bragantino en los octavos de final de la Copa de Brasil en el Nilton Santos.

## Selección nacional
Ha sido parte de la selección de Argentina en las categorías juveniles sub-17 y sub-20.
Fue convocado por primera vez a los entrenamientos de la sub-17 en junio de 2022, a sus 15 años.
El 31 de mayo de 2024 fue convocado a los primeros trabajos de la sub-20 de Javier Mascherano. Debutó en la categoría el 7 de junio, fue titular en un amistoso contra Estados Unidos pero perdieron 0-1.

## Estadísticas
Actualizado al último partido citado el 17 de agosto de 2025.
| Club                            | Div.          | Temporada     | Liga  | Liga  | Liga   | Estatal | Estatal | Estatal | Copas nacionales | Copas nacionales | Copas nacionales | Copas internacionales | Copas internacionales | Copas internacionales | Total | Total | Total  |
| Club                            | Div.          | Temporada     | Part. | Goles | Asist. | Part.   | Goles   | Asist.  | Part.            | Goles            | Asist.           | Part.                 | Goles                 | Asist.                | Part. | Goles | Asist. |
| ------------------------------- | ------------- | ------------- | ----- | ----- | ------ | ------- | ------- | ------- | ---------------- | ---------------- | ---------------- | --------------------- | --------------------- | --------------------- | ----- | ----- | ------ |
| C. A. Vélez Sarsfield Argentina | 1.ª           | 2024          | 8     | 0     | 0      | —       | —       | —       | 10               | 0                | 1                | —                     | —                     | —                     | 18    | 0     | 1      |
| C. A. Vélez Sarsfield Argentina | 1.ª           | 2025          | 12    | 0     | 0      | —       | —       | —       | 2                | 0                | 0                | 5                     | 3                     | 1                     | 19    | 3     | 1      |
| C. A. Vélez Sarsfield Argentina | Total club    | Total club    | 20    | 0     | 0      | 0       | 0       | 0       | 12               | 0                | 1                | 5                     | 3                     | 1                     | 37    | 3     | 2      |
| Botafogo F. R. · Brasil         | 1.ª           | 2025          | 7     | 0     | 1      | -       | -       | -       | 1                | 1                | 0                | 4                     | 0                     | 0                     | 12    | 1     | 1      |
| Botafogo F. R. · Brasil         | Total club    | Total club    | 7     | 0     | 1      | 0       | 0       | 0       | 1                | 1                | 0                | 4                     | 0                     | 0                     | 12    | 1     | 1      |
| Total carrera                   | Total carrera | Total carrera | 27    | 0     | 1      | 0       | 0       | 0       | 13               | 1                | 1                | 9                     | 3                     | 1                     | 49    | 4     | 3      |
| 1. 2.                           |               |               |       |       |        |         |         |         |                  |                  |                  |                       |                       |                       |       |       |        |

## Palmarés

### Títulos nacionales
| Título           | Club                  | País      | Año  |
| ---------------- | --------------------- | --------- | ---- |
| Primera División | C. A. Vélez Sarsfield | Argentina | 2024 |